# Слободан Скерлић
Слободан Бобан Скерлић (Београд, 22. март 1964) српски је сценариста и режисер. Познат је као редитељ филма До коске. Његов филм Змајовини пангалози је први 3D филм сниман у Србији.

## Филмографија

### Режија
| Год.       | Назив                             | Жанр | Награда |
| ---------- | --------------------------------- | ---- | ------- |
| 1990.      | Источно од истока                 |      |         |
| 1992.      | Проклета је Америка               |      |         |
| 1997.      | До коске                          |      |         |
| 1995-2013. | Отворена врата                    |      |         |
| 2013.      | Топ је био врео                   |      |         |
| 2019.      | Врата до врата                    |      |         |
| 2020-2022. | Клан (серија)                     |      |         |
| 2024.      | Калуп 2 - Смола                   |      |         |
| 2024.      | Калуп 3 - Шкрипац                 |      |         |
| -.         | Змајовини пангалози               |      |         |
| -.         | Зидови ћуте - пројекат у припреми |      |         |

### Сценарио
| Година     | Назив               |
| ---------- | ------------------- |
| 1995-2013. | Отворена врата      |
| 2013.      | Топ је био врео     |
| 2015.      | Змајовини пангалози |
| 2019/2022  | Klan (serija)       |